# Pierre François Arbey
Pour les articles homonymes, voir Arbey.
Pierre François Arbey, est un politicien français né le 22 septembre 1805 à Chamesey dans le Doubs et mort le 12 juillet 1857 à Laon dans l'Aisne.
Il est actif sous la Deuxième République, représentant du peuple aux Assemblées nationales constituante et législative de 1848 et 1849.

## Biographie
Fils de Claude-Romain Arbey, salpêtrier et de Claude-Marie Breny, Pierre François Arbey naît sous le Premier Empire le 22 septembre 1805 à Chamesey dans le Doubs. 
À l'âge de 16 ans, il quitte sa famille dont la position est modeste et se rend en Suisse chez un oncle qui se charge de lui faire terminer ses études.
De retour en France, à Paris, il entre dans une étude d'avoué. Il épouse Marie-Louise-Pauline Transon à Orléans (Loiret) le 7 mai 1832 ; de cette union naît un fils, Pierre-François-Ferdinand, le 22 juillet 1835.
Devenu lui-même avoué à Pithiviers (Loiret), il s'occupe aussi de politique, ne cachant pas ses opinions libérales et après avoir été quelques années adjoint au maire de Pithiviers, donne sa démission en 1843 avec ses collègues de la municipalité afin de protester contre le ministère. Il assiste en 1847 au banquet réformiste de la Maison d'Orléans.
Dans sa profession de foi de 1848, il déclare : « J'étais en face du citoyen Crémieux qui me serra la main pour me féliciter de ma fermeté de principes. »
Le département du Loiret l'envoie le 23 avril 1848 à l'Assemblée constituante par 52 477 voix sur 73 249 votants et 88 000 inscrits sous l'étiquette de républicain modéré. Il vote en effet avec les modérés de la Constituante et souvent avec la Droite, sauf dans les questions de bannissement de la famille d'Orléans, de l'institution des deux Chambres, de l'incompatibilité des fonctions, de la réduction de l'impôt du sel et de la mise en liberté des transportés.
N'ayant pas lui-même de couleur bien tranchée en politique, il a été élu représentant par les électeurs de toutes les nuances. De son élection singulière, nous tirons cependant cette conséquence qui nous semble victorieuse : cette réunion de 52 477 suffrages sur la tête d'un citoyen peut ne rien prouver en politique, mais assurément elle ne peut être que le fruit de la considération et de l'estime publique dont il jouit.
À l'Assemblée nationale législative, où 33 012 voix l'envoient siéger à nouveau comme représentant du Loiret, il continue de voter avec la Gauche modérée sans se rallier à la politique de l'Élysée.
Le coup d'État du 2 décembre 1851 marque la fin de son engagement politique.
Il est ensuite président du tribunal de Laon dans le département de l'Aisne de 1851 à 1857.
Il décède à l'âge de 51 ans le 12 juillet 1857 à Laon.

## Mandats
- 23 avril 1848-26 mai 1849 : Loiret, Républicain modéré
- 13 mai 1849-2 décembre 1851 : Loiret, Gauche modérée

## Divers
Pierre François Arbey est cité dans l'œuvre posthume de l'écrivain français Victor Hugo dans l'ouvrage À l'Assemblée nationale, le 23 février 1850, on trouve : « Pendant la séance Lamartine est venu s'asseoir à côté de moi, à la place qu'occupe habituellement Monsieur Arbey. Tout en causant, il jetait à demi-voix des sarcasmes aux orateurs. Thiers parlait. — Petit drôle ! a murmuré Lamartine. Puis est venu Cavaignac ».
On le retrouve aussi cité dans un ouvrage scientifique de Louis Hincker.
Dans l'ouvrage Georges Voiturin, l'exposition à la mort comme première expérience politique : « Il bénéficie d'ailleurs principalement que ses parents, des propriétaires, ont pu mobiliser dans leurs communes : le maire de Chambon, Arbey représentant du Loiret et même Berruyer, le célèbre avocat, légitimiste propriétaire du château voisin d'Augerville ».
Lithographie d'Arbey de Bourgogne, sur papier, Jacques Gauderique, 17 x 14 cm à Gray, musée Baron-Martin.